# Dobrostan subiektywny

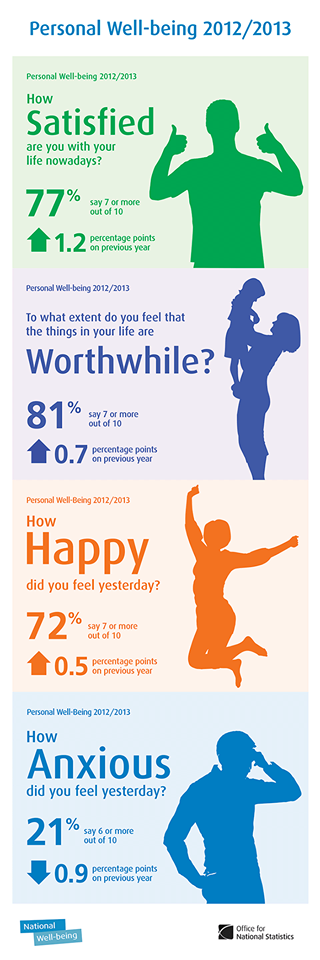
Zmiany dobrostanu Brytyjczyków w okresie kwiecień 2012 – marzec 2013

Dobrostan subiektywny – jeden z elementów ludzkiego zdrowia, definiowanego przez WHO nie tylko na podstawie negatywnych mierników stanu zdrowia (brak choroby lub niepełnosprawności), lecz również jako subiektywnie postrzegane przez człowieka zadowolenie z fizycznego, psychicznego i społecznego stanu własnego  życia.
Ochrona tak rozumianego dobrostanu subiektywnego mieści się w dziedzinie promocji zdrowia.
Na podstawie badań w dziedzinach antropologii kulturowej lub epidemiologii społecznej dowiedziono, że na liście podstawowych warunków dobrostanu wysoko znajdują się jasne reguły życia społecznego (zob. zbiorowość społeczna, wzór kulturowy, stosunek społeczny, więź społeczna), zapewniające poczucie bezpieczeństwa i stabilizacji (zdrowie rozumiane w sensie biologicznym odgrywa rolę drugorzędną).
Badania w dziedzinach psychologii i socjologii oraz na ich pograniczu (zob. psychologia społeczna) zmierzają m.in. do opisania związków poczucia dobrostanu (m.in. zadowolenie, szczęście) z typami i rozwojem osobowości (zob. rozwój emocjonalny, intelektualny, moralny, rozwój duchowości, dojrzała osobowość, zob. też struktura osobowości według teorii psychoanalizy, teorii dezintegracji pozytywnej). Amerykański psychiatra G.E. Vaillant, autor m.in. książki Adaptation to Life (1977) i współtwórca psychologii pozytywnej, napisał m.in.:

Subiektywne poczucie szczęścia może mieć oprócz aspektów przystosowawczych także nieprzystosowawcze. […] Przykłady nieprzystosowawczego „szczęścia” mogą się odnosić do każdej niepohamowanej potrzeby, takiej jak napadowe objadanie się, nadużywanie substancji psychoaktywnych, napady złości, rozwiązłość i zemsta. Właśnie z powodu takiej wieloznaczności […] zastąpiono „szczęście” terminem „subiektywny dobrostan”

Psychologiczne badania jakości życia doprowadziły do sformułowania trójwymiarowej koncepcji subiektywnego dobrostanu, w której wyróżnia się dobrostan emocjonalny, osobowościowy i społeczny.
Poczucie dobrostanu jest zależne od równowagi między wyzwaniami, przed którymi staje człowiek, i zasobami (wewnętrznymi i zewnętrznymi), którymi dysponuje.

Stabilność dobrostanu wymaga równowagi między wyzwaniami i zasobami

Wyniki badań bywają interpretowane w oparciu o zaproponowaną przez Janusza Czapińskiego tzw. „teorię cebulową szczęścia” – analizowane są trzy „warstwy”, zależne od czynników genetycznych, osobowościowych i środowiskowych.

## Dobrostan subiektywny: emocjonalny, osobowościowy i społeczny
Na każdym etapie rozwoju człowiek dokonuje subiektywnych ocen swojego życia. Psychologiczne analizy subiektywnego dobrostanu prowadzono początkowo odrębnie, jako badania emocji osób badanych oraz jako badania ich opinii o podejmowanych przez nich działaniach. W roku 2003 Keyes i Waterman połączyli oba wymienione kierunki badań tworząc trójwymiarowy model subiektywnego dobrostanu, obejmujący:
- dobrostan emocjonalny – nasilenie pozytywnych i negatywnych afektów, poczucia szczęścia i zadowolenia z życia i jego poszczególnych dziedzin
- dobrostan osobowościowy[b], w tym samoakceptacja (pozytywny stosunek do własnego Ja – cech pozytywnych i negatywnych), pozytywna ocena kierunku i możliwości osobistego rozwoju, przekonanie o tym, że wybrany cel życiowy jest godny wysiłku, poczucie panowania nad otoczeniem i autonomii, pozytywne relacje z innymi
- dobrostan społeczny – pozytywna ocena doświadczeń, wynikających z przynależności do danego społeczeństwa czy społeczności, w tym m.in. przekonanie, że: w otoczeniu obowiązują standardy przychylności i życzliwości (społeczna akceptacja), świat jest zrozumiały, sensowny i przewidywalny (społeczna koherencja) a warunki realizacji własnego potencjału poprawiają się (społeczna aktualizacja), jest się potrzebnym i ważnym elementem struktury społecznej (społeczny wkład), zintegrowanym ze społecznością (poczucie więzi z jej członkami).

## Niektóre cele i kierunki badań

Rozwój tożsamości według psychospołecznego modelu Erika Eriksona
(interakcja linii indywidualizacji i afiliacji)

Dobrostan subiektywny budzi na przełomie XX/XXI w. bardzo duże zainteresowanie naukowców, pedagogów, specjalistów w dziedzinie zarządzania zasobami ludzkimi (zob. kapitał ludzki) i innych, czego dowodzi ukazywanie się tysięcy publikacji rocznie. Badania zadowolenia z życia różnych grup społecznych i jego zmienności w czasie są m.in. podstawą działania organów odpowiedzialnych za zdrowie i opiekę socjalną. W niektórych krajach jest to akcentowane przez wprowadzenie określenia „wellbeing” do nazw odpowiednich jednostek, np. brytyjskich Health and Wellbeing Boards, utworzonych w oparciu o Health and Social Care Act 2012. Podobne działania na rzecz poprawy dobrostanu są podejmowane w innych krajach Europy. Od roku 2013 istnieje m.in. The Joint Action on Mental Health and Well-being, w której uczestniczy 51 partnerów reprezentujących 28 państw – członków EU i 11 organizacji europejskich (koordynator: Faculdade de Ciências Médicas, Universidade Nova de Lisboa, Portugalia).
Liczne badania psychologiczne dotyczą również zagadnień teoretycznych, w tym różnorodnych powiązań między subiektywnym poczuciem szczęścia, a warunkami życia lub cechami osobowości. Podejmowane są też teoretyczne poszukiwania zależności między konstruktem Ja i tożsamością.
Według większości psychologów poznawczą bazą tożsamości jest Ja, a jej treściami są przekonania i sądy człowieka o własnych atrybutach – psychologicznych (cechy, zdolności) i aksjologicznych (wartości, ideały) – które uznaje on za szczególne ważne (tracąc je miałby poczucie, że nie jest już tą samą osobą).
Dotychczas ostatecznie nie wyjaśniono, czy „tożsamość człowieka” jest charakterystyką nabytą z czasem, a potem względnie stałą, czy też jest procesem nieustannego „stawania się sobą”. Interpretację wyników badań psychologicznych (za pomocą skal, kwestionariuszy, wywiadów) utrudnia występowanie różnic między tożsamością rozumianą przedmiotowo i odczuwaną. Opisując w roku 1890 tożsamość odczuwaną William James stosował pojęcia odczuć „ciepła” i „intymności”, towarzyszących np. wspomnieniom o własnym dzieciństwie (za podstawę poczucia tożsamości uważał trwałość pamięci).
Obecnie przyjmuje się najczęściej, że zmiany osobowości zachodzą przez całe życie, pod wpływem zmiennego społecznego otoczenia, zmiennej sprawności organizmu i stałej potrzeby zachowania poczucia własnej wartości, ciągłości, specyficzności, znaczenia. Badania tożsamości i dobrostanu w kolejnych okresach życia są często interpretowane w oparciu o teorię rozwoju psychospołecznego Erika Eriksona (zob. fazy rozwojowe według Eriksona), który pisał:

Każdy kolejny etap rozwoju, otrzymujący potwierdzenie w języku i doświadczeniu, uprawomocnia nie tylko (nieświadome) ego, lecz także świadome „ja” jako stałe centrum samoświadomości. 

## Główne założenia „cebulowego modelu szczęścia”

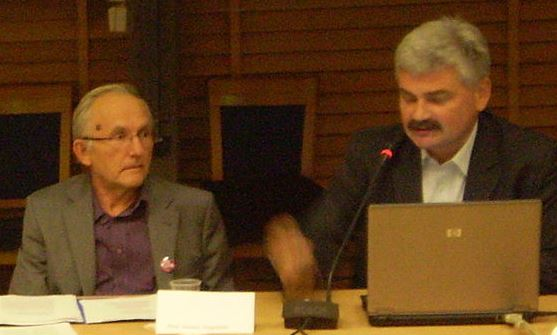
Prof. Janusz Czapiński i Edwin Bendyk podczas debaty „Dzieci Sieci”, zorganizowanej w Starym BUW Uniwersytetu Warszawskiego (wrzesień 2010)

W roku 1989 Janusz Czapiński zaproponował „cebulowy model szczęścia” – wprowadził pojęcie „cebuli dobrostanu”, w której wyróżnia się trzy warstwy:
1. wola życia[f] – niemal całkowicie trwała wewnętrzna część „cebuli”, podstawowe stabilne odczucie, uwarunkowane genetycznie (obiektywne), charakteryzujące wszystkie żywe organizmy (u człowieka nie zawsze uświadomione)
2. ogólny dobrostan psychiczny (subiektywny) – stan w umiarkowanym stopniu zależny od zmian obiektywnych warunków (niewielki wzrost lub spadek), zmieniający się pod wpływem różnorodnych okoliczności życiowych, związany ze świadomą oceną jakości życia (wrażenia i nastroje, poznawcze sądy, dotyczące zadowolenia i spełnienia, w tym przede wszystkim poczucie sensu życia, satysfakcje – miary hedonistyczne i eudajmonistyczne)[32][31]; część psychologów uważa, że dobrostan subiektywny ma „strukturę trójczynnikową”, złożoną z komponentu poznawczego i dwóch komponentów afektywnych (afekt pozytywny i negatywny), a związek między tymi komponentami jest słaby (rodzaj zależności może się zmieniać pod wpływem czynników społeczno-kulturowych)[1],
3. zadowolenie z poszczególnych dziedzin życia – poziom najwyższy (nietrwała zewnętrzna warstwa „cebuli”), najbardziej zależny od takich zmiennych czynników, jak chwilowe kłopoty i satysfakcje w życiu rodzinnym, towarzyskim lub zawodowym, choroby; znaczenie tych czynników jest związane z przekonaniami, ukształtowanymi w toku wychowania w określonej kulturze i określonym systemie społecznym.

Wola życia jest głównym, głębokim źródłem pozytywnej postawy wobec jego wyzwań. Zachowuje niemal stałą wartość. Poziom poczucia szczęścia (ogólny dobrostan subiektywny):
- podnosi się pod wpływem czynników wewnętrznych, osobowościowych (warunki życia są niemal bez znaczenia), niekiedy chwilowo przekraczając „wartość przypisaną” (po takich epizodach następuje stosunkowo szybki powrót do poziomu homeostazy, niezbędnej dla zdrowia), jednak nie zawsze osiągając tę wartość (np. w warunkach ekonomicznych nie umożliwiających zaspokojenia podstawowych potrzeb życiowych)
- obniża się pod wpływem niekorzystnych czynników zewnętrznych

W niekorzystnych warunkach życia przeciwne kierunki działania czynników wewnętrznych i zewnętrznych są przyczyną chwiejności dobrostanu subiektywnego.
Według części zwolenników koncepcji set point wola życia jest człowiekowi prawdopodobnie „przypisana”, co pozwala np. powrócić do poprzedniej psychicznej równowagi i poprzedniego poczucia szczęścia po najcięższych życiowych kryzysach.
Hipotezę dotyczącą genetycznego pochodzenia woli życia i stałego potencjału szczęścia potwierdza wiele danych doświadczalnych, np. wykonanych na licznych grupach bliźniąt jednojajowych i dwujajowych, wychowywanych razem i w izolacji). Istnienie set point częściowo potwierdzają również dane zgromadzone w czasie długofalowych badań dużej grupy Polaków, wykonanych przez Janusza Czapińskiego i współpracowników w ramach programu Diagnoza Społeczna. Stwierdzono np. że wola życia i subiektywny dobrostan wdów po upływie 7 lat od śmierci męża wracają do poziomu zbliżonego do wyjściowego (mimo trwającego poczucia osamotnienia). Podobną wymowę ma charakter stwierdzonych zmian dobrostanu grupy osób, które w okresie badań zawarły związek małżeński: zaobserwowano bardzo wyraźny wzrost dobrostanu w okresie ośmiu lat poprzedzających datę zawarcia związku, jednak po kolejnych sześciu latach poziom zadowolenia z życia był zbliżony do początkowego.
Hipoteza set point o podłożu genetycznym nie jest akceptowana powszechnie (np. Ruut Veenhoven i współpracownicy, 2006).
Bywa kwestionowane zarówno genetyczne (lub przede wszystkim genetyczne) podłoże stabilności subiektywnego dobrostanu, jak istnienie tej stabilności. Sformułowano m.in. hipotezy, że dodatkowy atraktor dobrostanu (lub większa liczba takich atraktorów) może być efektem pojawiania się w „strukturach samowiedzy” pętli sprzężeń zwrotnych, tworzących samoorganizujące się systemy zależności przyczynowych o ujemnej entropii. W Polsce próby weryfikacji takich hipotez podjął np. Mariusz Trejtowicz (UJ), uznając potrzebę kontynuacji analiz statystycznych, które pozwolą określić siłę wzajemnych relacji między subiektywnym dobrostanem i wieloma zmiennymi, z którymi jest związany (analizy są prowadzone z wykorzystanie bazy danych, zgromadzonych w ramach realizacji programu Diagnoza Społeczna).

## Metodyka badań
Badania zależności dobrostanu od osobowości, tożsamości i warunków życia są prowadzone z użyciem różnego rodzaju narzędzi badawczych, m.in.:
- Self-Construal Scale, SCS (Singelis 1994) – skala do pomiarów konstruktu Ja (niezależnego lub współzależnego), obejmująca w zmodyfikowanej wersji ostatecznej 18 pytań (po 9 pytań w dwóch podskalach); badany wybiera jedną z siedmiu dostępnych odpowiedzi (siedmiostopniowa skala Likerta, proponowane odpowiedzi: od „zdecydowanie się nie zgadzam” do „zdecydowanie się zgadzam”)[37]
- Wielowymiarowy Kwestionariusz Tożsamości, WKT (Pilarska, 2012) – umożliwiający badania właściwości struktury tożsamości, złożony sześciu różnych podskal, zawierających łącznie 38 pozycji, które są oceniane z użyciem skali 4-stopniowej (od „zdecydowanie się zgadzam/zawsze” do „zdecydowanie się nie zgadzam/nigdy”)[38]
- Positive and Negative Affect Schedule, PANAS-X (Watson i Clark, 1994) i Satisfaction With Life Scale, SWLS (Diener, Emmons, Larsen i Griffin, 1985) – narzędzia do pomiarów subiektywnego dobrostanu, w aspekcie emocjonalnym i poznawczym[1],
- Skala Wymiarów Rozwoju Tożsamości, DIDS (polska wersja skali Dimensions of Identity Development Scale) – narzędzie umożliwiające weryfikację Modelu Podwójnego Cyklu Formowania się Tożsamości (Dual-Cycle Model of Identity Formation), opracowanego w UCL w Leuven i stosowanego (po adaptacji do polskich warunków) w czasie badań kształtowania się tożsamości w okresie dorastania[g][39],
- Identity Status Interview, ISI (Marcia, 1966) i Extended Objective Measure of Ego Identity Status, EOM-EIS-2 (Bennion i Adams, 1986), Kwestionariusz Statusów Tożsamości – popularne narzędzia do pomiarów statusów[40],
- „Drabina Cantrila”, ang. self-anchoring scale, Cantril's Ladder (Hadley Cantril, 1965) – dziesięciostopniowa graficzna skala jednowymiarowa, z opisem położeń skrajnych, element obowiązkowego pakietu opisującego tzw. zdrowie pozytywne, stosowanego od roku 2002 w czasie międzynarodowych badań nad zachowaniami zdrowotnymi młodzieży szkolnej HBSC (Health Behaviour in School-aged Children)[41].
- Globalna (Całościowa) Ocena Funkcjonowania (Global Assessment Functioning, GAF)[42][10]

Wyniki pomiarów, uzyskiwane z użyciem różnych rodzajów skal, bywają silnie skorelowane, czego dowiedziono prowadząc wieloletnie badania porównawcze (np. Carol D. Ryff, Happiness Is Everything, or Is It? Explorations on the Meaning of Psychological Well-Being, 1989).

## Dobrostan w różnych okresach rozwoju (przykłady)
Rozwój osobowości człowieka, w tym kształtowanie się tożsamości, rozpoczyna się w okresie prenatalnym i w dzieciństwie, w którym wyodrębniono okresy: wczesnodziecięcy (podokresy: noworodkowy, niemowlęcy, wczesmego dzieciństwa) i późnodziecięcy (podokresy: przedszkolny, wczesnoszkolny i dojrzewania), poprzedzający okres młodzieńczy. Dalszy rozwój, o przebiegu specyficznym dla kolejnych okresów, trwa do późnej starości, pod wpływem czynników wewnętrznych i zewnętrznych, np. sukcesów i rozczarowań, konfliktów interpersonalnych, kryzysów psychicznych, podejmowanych prób racjonalizacji i innych reakcji obronnych, resocjalizacji osób niedostosowanych społecznie (zob. pedagogika resocjalizacyjna, psychologia stosowana, psychoterapia rogersowska), doświadczeń religijnych lub podobnych doświadczeń duchowych. 
Wielokrotnie wykazano, że z dobrym samopoczuciem i poczuciem zdrowia jest silnie skorelowana praktyka medytacji mindfulness (ćwiczenie „uważności” – koncentrowania uwagi na chwilowych wewnętrznych i zewnętrznych bodźcach, zob. MBSR).

### Okres wczesnodziecięcy – „Jak wychować szczęśliwe dziecko”
Wyniki badań rozwoju osobowości i tożsamości oraz dobrostanu subiektywnego we wczesnym dzieciństwie budzą duże zainteresowanie rodziców, troszczących się o przyszłość swoich dzieci, którzy są często wprowadzani w błąd (z ufnością odbierają np. nierzetelne informacje producentów niektórych „edukacyjnych zabawek”). Związanymi z tym zagadnieniami zajmuje się m.in. John Medina, biolog molekularny, genetyk z doświadczeniem w dziedzinie zdrowia psychicznego, założyciel Talaris Institute, badającego m.in. mechanizmy przetwarzania przez niemowlęta informacji na poziomie molekularnym, komórkowym i behawioralnym.
W książce Jak wychować szczęśliwe dziecko Medina wskazuje m.in. – przystępnie dla niespecjalistów – istotne różnice między rozwojem dziecka w trzech kolejnych trymestrach ciąży oraz metody wychowania dziecka w pierwszych latach życia, sprzyjające jego dobrostanowi – zdrowiu społecznemu i emocjonalnemu w dzieciństwie i w przyszłości.

#### Od zapłodnionej komórki do zgodnego rodzicielstwa

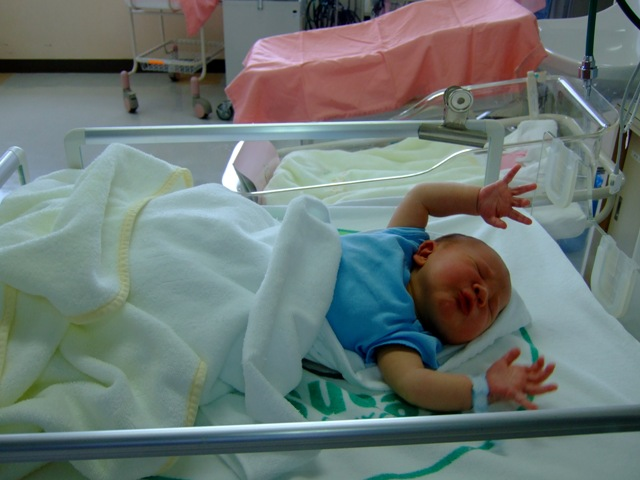
Odruch obejmowania, odruch Moro – atawistyczna reakcja noworodka na niespodziewany, nagły bodziec, np. zmianę położenia lub hałas. Uważa się, że jest to reakcja na strach, np. przed spadnięciem. Jest obserwowany od 28. tygodnia życia płodowego, co wskazuje termin wykształcenia się powiązań układów odpowiedzialnych za zdolności motoryczne ze zmysłami równowagi i słuchu.

Opisując procesy zachodzące w okresie zarodkowym (przekształcenie się zygoty – pojedynczej zapłodnionej komórki – w morulę, blastulę, gastrulę i dalsze etapy rozwoju zarodka zagnieżdżonego w macicy), autor książki zaleca przyszłym rodzicom cierpliwość w oczekiwaniu na zakończenie tych procesów. Wyjaśnia, że dopóki nie wykształcą się sprawne narządy zmysłów ich nienarodzonego dziecka, powinni swoją ingerencję ograniczać do troski o fizyczne zdrowie matki i płodu, niezbędne dla prawidłowego rozwoju układu nerwowego (próby jego przedwczesnej stymulacji nie są korzystne). Rozwojowi mózgu w pierwszej połowie okresu prenatalnego sprzyja przede wszystkim prawidłowe odżywianie (głównie przyjmowanie kwasu foliowego i kwasów tłuszczowych omega-3) oraz spokój matki. Stres ciężarnej, zwłaszcza silny i długotrwały, występujący w trzecim trymestrze, może powodować uszkodzenie u dziecka właściwego biochemicznego systemu reakcji (zob. Hans Selye, kortyzol, glikokortykoidy), a wskutek tego zmiany temperamentu, obniżenie IQ, zahamowanie rozwoju motorycznego i zdolności koncentracji.
Medina zaleca ciężarnym stosowanie technik odreagowywania stresu, np. umiarkowanych ćwiczeń fizycznych, tj. low impact aerobik, powodujących podniesienie poziomu BDNF, ang. Brain Derived Neurotrophic Factor, który blokuje efekty działania glikokortykoidów). Za obowiązek przyszłych ojców, którzy pragną, aby ich dzieci osiągały w przyszłości sukcesy w czasie studiów i pracy zawodowej (uznając je za warunek przyszłej pomyślności), uważa otaczanie żony miłością, zarówno w czasie ciąży, jak po narodzinach dziecka. Jest to okres bardzo trudny dla obojga rodziców – w większości małżeństw pojawiają się wówczas konflikty, które negatywnie wpływają na płód i noworodka. Spory w rodzinie powodują utratę poczucia bezpieczeństwa – najważniejszego warunku subiektywnego dobrostanu. Dziecko przebywające we wrogiej atmosferze, spotykające się z przemocą psychiczną lub trwale zaniedbywane, może popaść w hiperkortyzolizm lub hipokortyzolizm – system reagowania na stres staje się nadaktywny lub niedoczynny (wpatrywanie się w sufit, choroba sieroca).
Główne przyczyny konfliktów („Cztery Grona Gniewu”) to:
- niewystarczająca ilość snu i brak jego regularności,
- osamotnienie, spowodowane koniecznością znacznego ograniczenia kontaktów społecznych, np. zawodowych i towarzyskich,
- nierównomierny podział obowiązków między rodzicami,
- wymagająca leczenia depresja poporodowa, powodująca „odwzajemnione wycofanie” dziecka[52].

Zapobieganie konfliktom jest możliwe dzięki świadomości ich przyczyn, a mogą być rozwiązywane dzięki empatii.

#### Ewolucyjne źródła silnych więzi społecznych
Opisując w skrócie niezwykle złożone i szybkie procesy powstawania neuronów i synaps – zapewniających połączenia między przyszłymi obszarami OUN i w ramach obwodowego układu nerwowego – John Medina przytacza m.in. liczby, ilustrujące to tempo: ponad 8 tysięcy nowych neuronów i 1,8 mln nowych połączeń na sekundę.
Szybkość powstawania układu nerwowego jest wielka, lecz nie jest możliwe zakończenie tego procesu w czasie ok. 40 tygodni od zapłodnienia. Naturalne porody są zbyt wczesne z tego punktu widzenia. Taki termin był ewolucyjną koniecznością – zakończenie rozwoju mózgu byłoby związane z nadmiernym wzrostem główki dziecka, uniemożliwiającym jej przedostanie się przez kanał rodny przedstawicielki wczesnych hominidów, zwężony wskutek przystosowania do dwunożności (czas trwania ciąży jest ewolucyjnym kompromisem między rozwiązaniami zakończonymi śmiercią niedonoszonego dziecka lub śmiercią matki). Takie dostosowanie naszego gatunku spowodowało, że poza organizmem matki neurogeneza zachodzi nadal (zakończenie synaptogenezy następuje dopiero po ponad dwudziestu latach).
Niesamodzielność noworodków hominidów stanowiła dla nich wielkie zagrożenie. Uważa się, że gatunek przetrwał wyłącznie dzięki temu, że zaczął tworzyć oparte na współpracy grupy społeczne, których członkowie cechowali się empatią – m.in. opiekowali się cudzymi dziećmi (allorodzicielstwo), np. w czasie długiego połogu po ciężkim porodzie lub po śmierci matki w czasie porodu (John Medina potwierdza opinię Carol Gilligan: „bez allorodzicielstwa, czyli zbiorowego wychowywania dzieci, gatunek ludzki nigdy by nie powstał”).
Poczucie bezpieczeństwa, jakie zapewnia dziecku matka oraz pozostali członkowie rodziny i całej grupy społecznej, jest fundamentem świadomości, budzącej się wraz z gromadzeniem informacji niesionych przez bodźce, odbierane przez zmysły.

#### Rozwój zmysłów i poznawanie świata

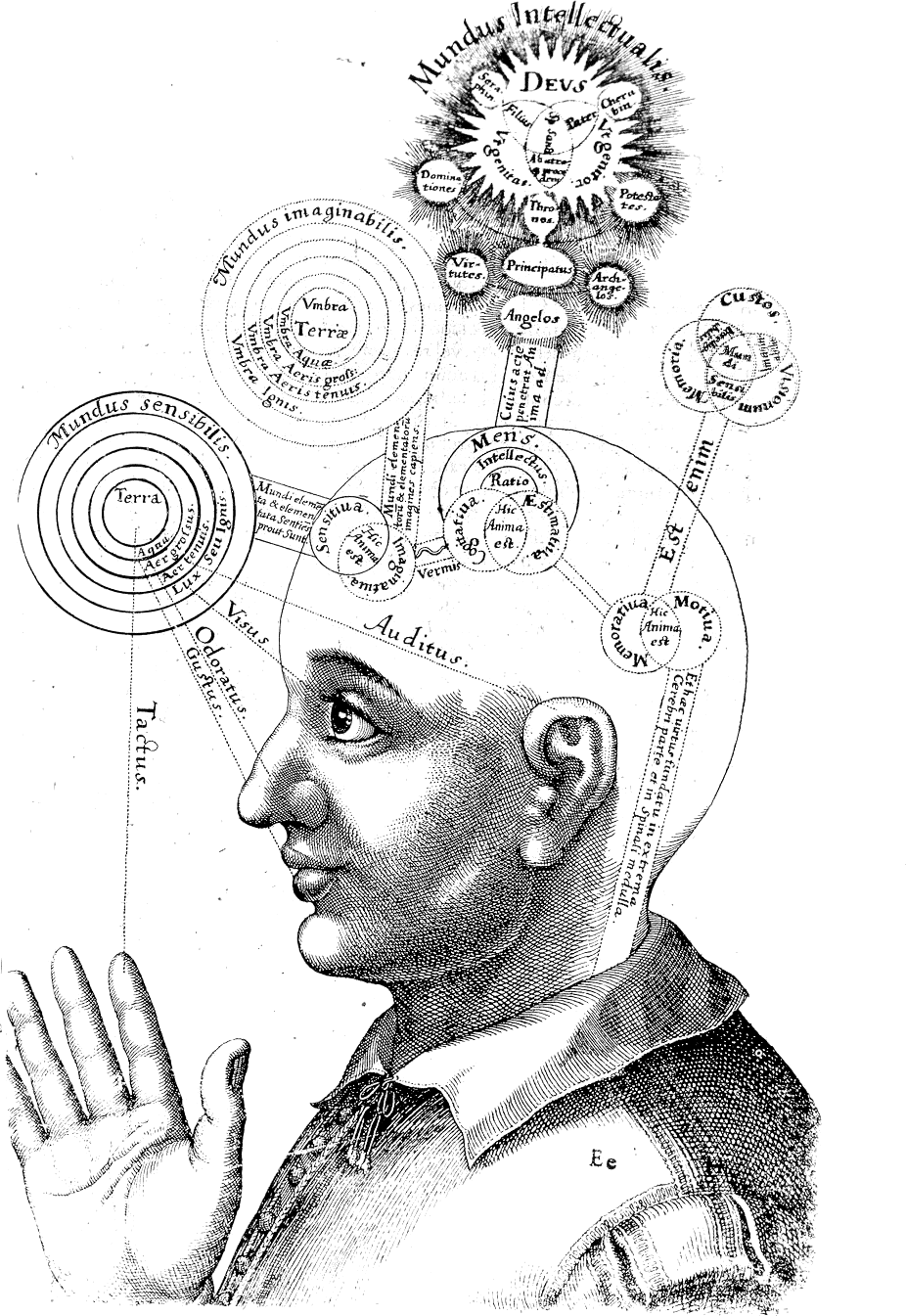
Reprezentacja świadomości (Robert Fludd, 1619)

Narządy zmysłów – dotyk, wzrok, słuch, węch, smak zmysł równowagi – rozwijają się stopniowo, niezależnie od siebie i w różnym tempie, głównie w końcu drugiego i w czasie trzeciego trymestru ciąży. W tworzonym dopiero mózgu dziecka nie może powstać spójny, percepcyjny obraz zewnętrznego świata, jednak poszczególne fizjologiczne bodźce są odbierane i zapamiętywane, co znajduje wyraz w zachowaniach po narodzeniu. Jednym z przykładów jest zdarzenie z życia Borisa Brotta, kanadyjskiego dyrygenta, pochodzącego z rodziny muzyków. Prowadząc z orkiestrą symfoniczną pierwszą próbę wykonania utworu, którego partytura była mu obca, doznał niezwykłego, silnego uczucia, gdy zagrała wiolonczela. W tym momencie stwierdził, że utwór zna na tyle dokładnie, że może dyrygować bez partytury („To było dla mnie jak grom!”). Okazało się, że był to utwór, którego wykonanie ćwiczyła matka – wiolonczelistka, będąc w zaawansowanej ciąży. Okazało się również, że Brott pamięta wszystkie inne utwory, które wykonywała matka w tym okresie. Wykazano wkrótce, że pamięć dźwięków odbieranych od początku trzeciego trymestru jest bardzo silna (głos matki dzieci rozpoznają zwykle już w drugim trymestrze).
Dowiedziono, że zmysłem aktywnym najwcześniej jest dotyk. Już w dwunastym tygodniu rozwoju zarodek reaguje na dotykanie nosa lub ust, a po ok. miesiącu wrażliwa jest niemal cała powierzchnia jego skóry. Zapach potraw spożywanych przez matkę nienarodzone dzieci rozpoznają i zapamiętują w trzecim trymestrze (są obserwowane wyraźne preferencje noworodków).
Po urodzeniu uaktywnia się wzrok – zmysł o najbardziej skomplikowanej budowie i mechanizmie działania, najdłużej rozwijający się w łonie matki. Pierwszymi rozpoznawalnymi obrazami są twarze matki, ojca i innych członków grupy społecznej. Noworodki wpatrują się w nie uważnie, odczytując mimikę – uniwersalny  wrodzony sposób ekspresji emocji (zob. też mowa gestów i inne formy mowy ciała). Uważa się, że umiejętność odczytywania kodu tej komunikacji niewerbalnej jest wrodzona (wspólna dla wszystkich ludzkich grup etnicznych, o różnych wskaźnikach antropologicznych i dla wszystkich naczelnych). Komunikując się z opiekunami przed opanowaniem mowy dziecko korzysta z tej formy przekazywania informacji o swoim samopoczuciu (doskonaląc umiejętności dzięki obserwacji)

#### Rodzina a rozwój inteligencji i osobowości dziecka
Wychowanie szczęśliwego dziecka Medina przedstawia jako starania o pełne wykorzystanie wszystkich jego wrodzonych możliwości („ziarenko”), podejmowane w zgodnej, empatycznej rodzinie („gleba”). Poziom inteligencji jest dziedziczony w mniej niż 50% – reszta jest efektem oddziaływania środowiska życia. Genetycznie uwarunkowane składniki inteligencji to pamięć i zdolność improwizowania – skutecznego łączenia informacji z pamięciowej bazy (rozumowanie), umożliwiającego rozwiązywanie aktualnych problemów – i uczenia się na błędach. Inne ważne cechy dziecka, od których zależy jego dalszy intelektualny rozwój, to:  
- potrzeba poznawania świata – ciekawość, przejawiająca się w nieustannych dziecięcych eksperymentach i licznych pytaniach,
- samokontrola – umiejętność kierowania się tymi spośród informacji z zewnątrz, które są najbardziej istotne (nie poddawanie się chwilowym, nęcącym impulsom)
- kreatywność – cecha silniej skorelowana z przyszłymi twórczymi dokonaniami, niż IQ (np. wyrażana np. w sposobie wykonywania zadania: szybkie „udoskonalenie pluszowego królika, żeby fajniej się nim bawiło”),
- umiejętności interpersonalne[79] – nawiązywanie kontaktów werbalnych i niewerbalnych, m.in. sprawne czytanie z twarzy i odczytywanie mowy ciała (nauka języka migowego zwiększa zdolności poznawcze o 50%).

Rozwojowi wymienionych cech u małego dziecka w pierwszej fazie rozwojowej najbardziej sprzyjają rozmowy i twórcze zabawy z członkami rodziny. Zachowanie bliskiego emocjonalnego kontaktu pozwala dziecku równocześnie zdobywać wiedzę i poszukiwać optymalnego napięcia między podstawową ufnością i podstawową nieufnością (utrzymać subiektywny dobrostan). 
Codzienny i długotrwały kontakt z innymi członkami zdrowej rodziny był naturalny w XIX i XX wieku, w rodzinach wielopokoleniowych i wielodzietnych, w których dzieciom dużo czasu mogła poświęcać nie tylko matka – często nie pracująca zawodowo – lecz również inni krewni. Współcześnie model rodziny wielopokoleniowej coraz bardziej ustępuje – z różnych powodów – modelowi „rodziny nuklearnej”, złożonej z rodziców i zwykle nie więcej niż dwojga dzieci (w roku 2004 polskie rodziny z jednym dzieckiem w wieku do 24 lat stanowiły ok. 47%), często mieszkającej daleko od dziadków. W opiece nad dziećmi do lat 6 zastępują rodzinę żłobki i przedszkola. 
Medina zdecydowanie odradza wszelkie metody wczesnej edukacji, w których nie ma miejsca na bezpośredni kontakt dziecka (twarzą w twarz) z drugim człowiekiem (np. wysłuchiwanie nagranego przez doskonałych aktorów tekstu bajki nie jest porównywalne z czytaniem tej bajki przez matkę, innego członka rodziny lub innego wychowawcę, wrażliwego na reakcje dziecka i niewerbalnie przekazującego mu własną interpretację). Zdecydowanie poleca „dojrzałą zabawę w odgrywanie ról”, zgodną z teorią Lwa Wygotskiego i podobną do teorii Marii Montessori (zob. „metoda Montessori”). 
Według nich edukacja małego dziecka, z natury obdarzonego ciekawością świata (bez skrępowania zadającego pytania, śmiało 
wyrażającego swoje zdanie i podejmującego samodzielne poszukiwania odpowiedzi), nie może polegać na dostarczaniu – do zapamiętania – gotowych rozwiązań fascynujących go zagadek. Empatyczni opiekunowie dziecka – eksploratora rzeczywistości – powinni zapewniać mu bezpieczeństwo i starać się, aby samodzielne pokonywanie coraz trudniejszych wyzwań sprawiało mu radość, budziło wiarę we własne siły, wyzwalało dalsze kreatywne myślenie. Sprzyja temu przestrzeganie zasady dotyczącej sposobu przekazywania dzieciom pochwał, które są silną motywacją dalszych osiągnięć. Rodzice, których pochwały mają dla dzieci szczególnie duże znaczenie, i inni opiekunowie powinni chwalić przede wszystkim włożony przez dziecko wysiłek, a nie jego zdolności i wynik pracy. Żadne niepowodzenie nie powinno wywoływać w dziecku poczucia braku określonych wrodzonych zdolności (mniejszych niż u rodzeństwa lub kolegów chwalonych za pracę wykonaną lepiej, ładniej), braku szans na osiągnięcie sukcesu („nie udało się, bo jestem niezdolny” zamiast „trzeba się bardziej postarać”). Medina informuje, że dzieci uczestniczące w zajęciach programu „Narzędzia Umysłu” (ang. Tools of the Mind, program opracowany w Stanach Zjednoczonych, częściowo w oparciu o prace Wygotskiego), w niemal wszystkich testach funkcji wykonawczych osiągały wyniki znacznie lepsze (o 30-100%) od dzieci grupy kontrolnej (zob. też Odyseja Umysłu).
Twórcy tego programu udowodnili, że:  

…dla rozwoju dziecka wcale nie jest najważniejsza liczba informacji, jaką wciśniemy w jego mózg przez pierwsze lata życia. Liczy się natomiast umiejętność wykształcenia zupełnie innego zestawu cech, takich jak wytrwałość, samokontrola, ciekawość, sumienność i wiara w siebie.

### Okres późnodziecięcy

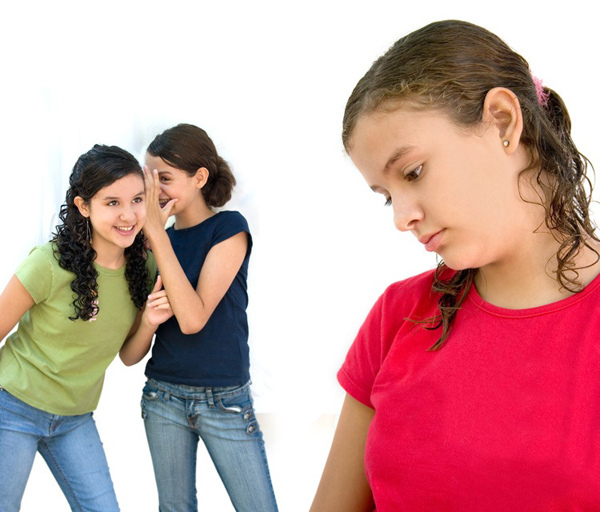
Problem integracji

Sposoby zaspokajania potrzeb dziecka w istotnym stopniu zmieniają się po rozpoczęciu nauki w szkole. Już w młodszym wieku szkolnym gwałtownie rośnie potrzeba poznania świata, potrzeba aktywności i samodzielności. Wzrasta też potrzeba autonomii i poszanowania swoich praw (w tym osobistej własności) oraz potrzeba dobrych kontaktów z grupą rówieśników i akceptacji w tej grupie. Kontakt z rodzicami rozluźnia się, a w przypadkach dzieci zaniedbanych przez dom rodzinny pojawia się niebezpieczeństwo silnego związania z grupami o negatywnych wzorach postępowania. Negatywne skutki może wywierać również nadopiekuńczość rodziców i stawianie dziecku zbyt wysokich wymagań (mogą się pojawić postawy lękowe). Dodatkowe komplikacje rozwoju osobowości pojawiają się z okresie dojrzewania. Światowa Organizacja Zdrowia wskazuje pilną potrzebę kształtowania wśród dzieci i młodzieży prozdrowotnych postaw, ograniczających ryzyko m.in. chorób układu krążenia i układu oddechowego, nowotworów, depresji, przemocy, uzależnień, urazów, niedoborów żywieniowych, HIV/AIDS/STI.
Jednym z przykładów ilustrujących kierunki badań psychologów społecznych jest analiza zmian dobrostanu uczniów polskich szkół, wykonana w latach 2002–2006. Z użyciem „drabiny Cantrila” określano ogólny dobrostan subiektywny 14765 uczniów w wieku 11–18 lat. Równocześnie rejestrowano samoocenę stanu zdrowia uczestników badań (w ramach międzynarodowego programu Health Behaviour in School-aged Children, HBSC) oraz stopień zamożności rodzin (przy użyciu Family Affluence Scale, FAS).
| Wiek (lata) | Zadowolenie (średnia, stopień skali) | Zadowolenie (średnia, stopień skali) | Udział wyników < 6 (procent) | Udział wyników < 6 (procent) |
|             | chłopcy                              | dziewczęta                           | chłopcy                      | dziewczęta                   |
| 11          | 7,79                                 | 7,81                                 | 14,6                         | 13,9                         |
| 13          | 7,42                                 | 7,15                                 | 16,3                         | 21,5                         |
| 15          | 7,17                                 | 6,79                                 | 17,8                         | 23,9                         |
| 16          | 6,7                                  | 6,3                                  | 27,7                         | 33,4                         |
| 18          | 6,45                                 | 6,15                                 | 32,1                         | 36,3                         |
| ogółem      | 7,12                                 | 6,87                                 | 21,1                         | 25,1                         |

W wyniku badań stwierdzono występowanie różnic między poczuciem dobrostanu dziewcząt i chłopców w wieku 11–18:
- dziewczęta wyrażały mniejsze niż chłopcy zadowolenie z życia (w całej badanej grupie i w podgrupach wiekowych),
- wraz z wiekiem maleje zadowolenie z życia (zmniejsza się średnia wartość wskaźnika dobrostanu i rośnie udział badanych niezadowolonych, wskazujących wartości mniejsze od 6).

Pierwszy z wymienionych efektów wystąpił we wszystkich krajach uczestniczących w HBSC. Efekt drugi w wielu krajach wystąpił tylko w grupie dziewcząt.
Porównując zarejestrowane oceny subiektywnego dobrostanu ze wskaźnikami zamożności rodzin (FAS), stwierdzono m.in. że w tej grupie wiekowej:
- udział niezadowolonych z życia (oceniających dobrostan na < 6 punktów) zmniejsza się istotnie wraz ze wzrostem zamożności we wszystkich podgrupach wiekowych
- udział niezadowolonych z życia wśród dzieci z rodzin najbardziej zamożnych w stosunkowo niewielkim stopniu zależy od wieku (12–15% dla grup 11, 13, 15 i 16 lat i ok. 23% dla 18-latków)
- najsilniejsza zależność występuje w podgrupie 16-latków (wśród najuboższych – ok. 50% niezadowolonych z życia)
- w podgrupie dzieci 11-letnich udział niezadowolonych jest najmniej zależny od zamożności rodziny (wśród najuboższych – ok. 22% niezadowolonych z życia)

Wykazano, że opinie młodzieży szkolnej o własnym stanie zdrowia są zależne w większym stopniu od  ogólnego subiektywnego dobrostanu niż od zamożności rodziny.

### Studia

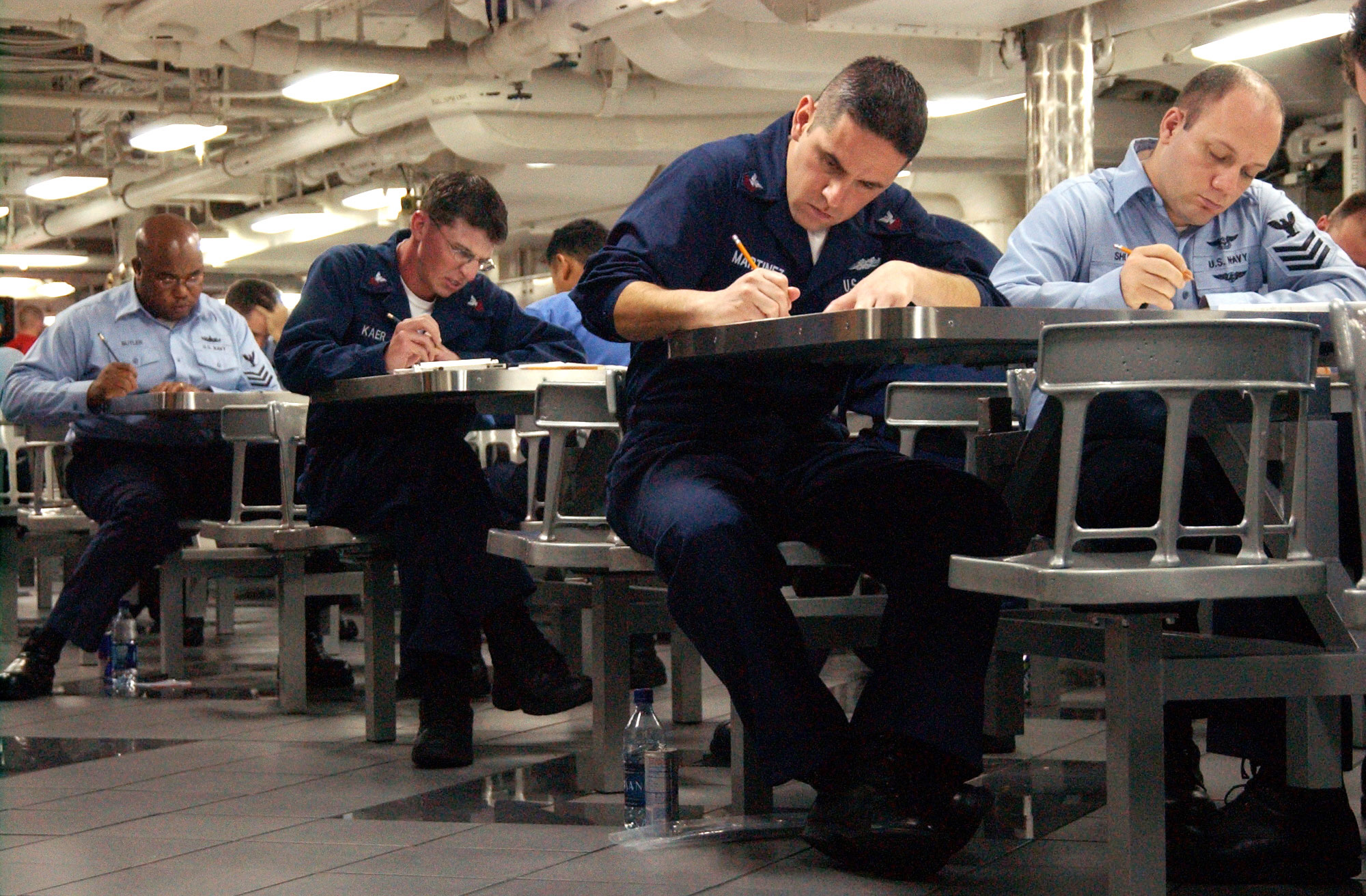
Egzamin Chief Performance Officer US na pokładzie USS Ronald Reagan (CVN-76)

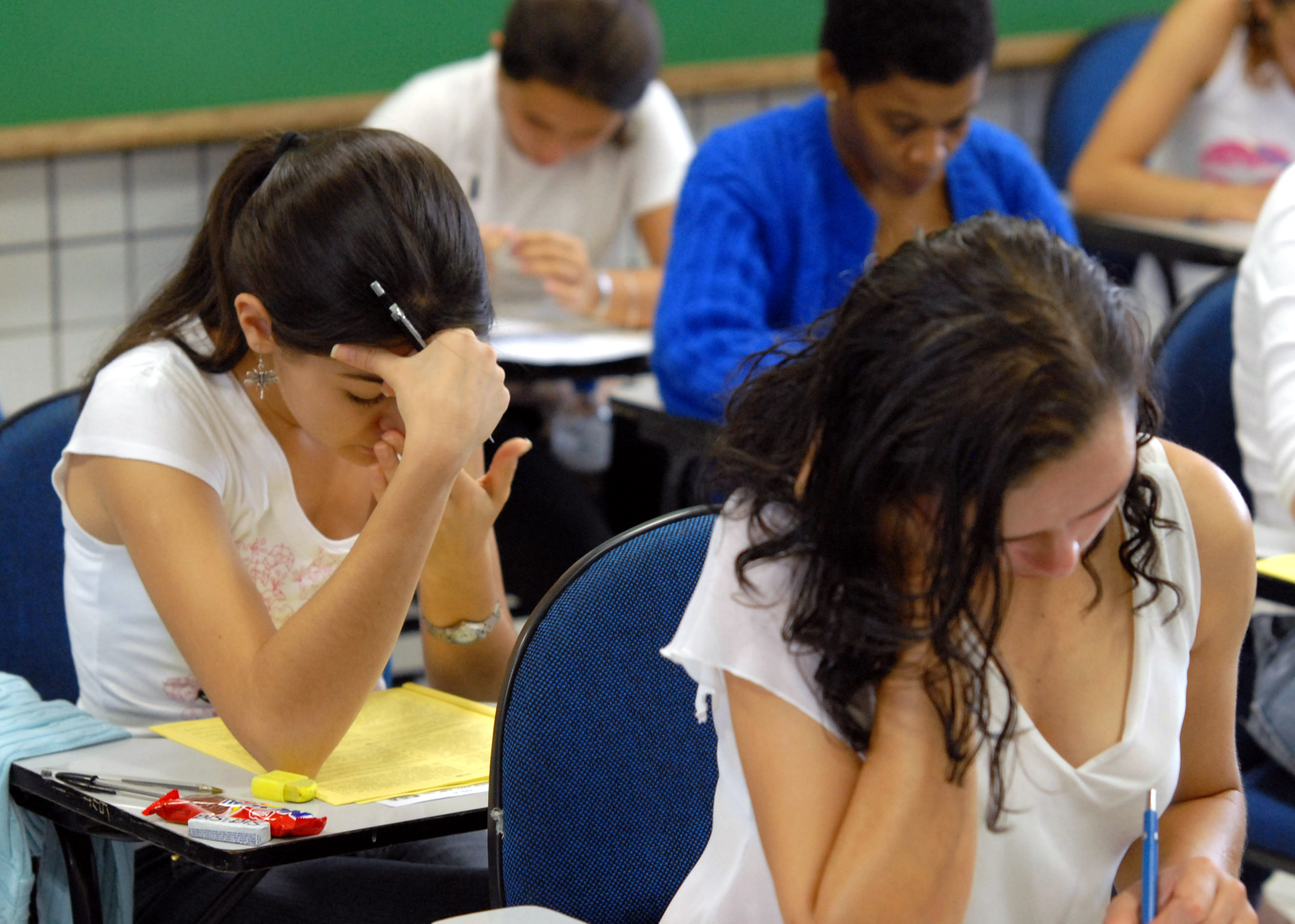
Exame Nacional do Ensino Médio (Enem)

Jedną z przyczyn obniżonego dobrostanu psychicznego studentów uczelni wyższych jest brak  umiejętności opanowania stresu. Stres wiąże się często z perfekcjonizmem, który jest złożoną, wielowymiarową cechą osobowości. Osoby stawiające sobie wysokie wymagania przywiązują dużą wagę do własnych błędów, często wątpią w słuszność swoich działań, pragną sprostać oczekiwaniom swoich najbliższych. Bywa to przyczyną pojawiania się depresji, a nawet myśli samobójczych, prób samobójczych i samobójstw.
Wyniki badań często potwierdzają, że dobrostan jest negatywnie skorelowany z perfekcjonizmem  –  wyższemu perfekcjonizmowi odpowiada niższy poziom samoakceptacji, gorsze relacje z innymi ludźmi (zob. osobowość unikająca, koncentrująca się na krytyce), niższe poczucie autonomii i panowania nad otoczeniem, niezadowolenie z osobistego rozwoju. Pojawiający się stres perfekcjonista znosi gorzej od studentów mniej perfekcyjnych, nie dostrzegając możliwości skorzystania ze wsparcia społecznego oraz ze skutecznych adaptacyjnych strategii zaradczych (antyspołeczny model radzenia sobie). Prowadzi to do pogłębienia stresu i pogorszenia dobrostanu.
W części przypadków bywa obserwowane stosowanie aktywnych sposobów pokonywania trudności – osiąganie zadowolenia z siebie i pozytywnych wyników bez stresu, dzięki perfekcjonizmowi skierowanemu na siebie.

### Okres pracy zawodowej
Badaniami dobrostanu osób pracujących zawodowo zajmują się współcześnie nie tylko psycholodzy, pomagający w wyborze pracy umożliwiającej samorealizację, poszukujący rozwiązań problemów, które występują w miejscu pracy (np. wskazówki, jak radzić sobie ze stresem, unikać konfliktów, rozumieć stanowiska współpracowników). Bardzo intensywnie rozwija się psychologia pozytywna procesów zarządzania przedsiębiorstwami. Uważa się, że pełne badania dobrostanu pracowników firm są dobrą inwestycją przedsiębiorców – zwiększają prawdopodobieństwo pełnego wykorzystania potencjału osób zatrudnionych i ułatwiają wybór najkorzystniejszych kierunków rozwoju firm, są niezbędne dla prawidłowego zarządzania zasobami ludzkimi (zob. np. formułowanie zadań zgodnie z zasadą S.M.A.R.T., pozwalające każdemu z pracowników osiągnięcie satysfakcji z pracy). Niepodejmowanie starań o podwyższanie zadowolenia pracowników jest uznawane za przejaw dysfunkcji w procesie zarządzania.
„Satysfakcja z pracy” jest często opisywana jako postawa, względnie trwałe nastawienie względem niej, oparte na ocenie swojego miejsca pracy i postrzeganiu jej wartości. Nastawienie obejmuje trzy oddziałujące na siebie komponenty łączne:
- poznawczy – w tym np. wiedza o wykonywanej pracy, sądy i opinie o wykonywanych zadaniach oraz środowisku pracy
- afektywny (emocjonalny) – sympatie i antypatie wobec pracy, zadań i celów oraz ludzi
- behawioralny – skłonności i działania związane z wykonywaną pracą

Badania zależności między satysfakcją z pracy a jej efektywnością prowadzą do mało przekonujących wyników (najczęściej cytowany w literaturze wskaźnik współczynnika korelacji wynosi zaledwie 0,17). Część badaczy wskazuje potrzebę poszukiwań korelacji między pomiędzy satysfakcją z pracy a postawami prospołecznymi w miejscu pracy (Organizational citizenship behavior, OCB), przejawiającymi się np. przez wzajemną pomoc, altruizm, uprzejmość. Satysfakcja jest również w istotnym stopniu skorelowana z innymi czynnikami, np. ze stopniem rozbieżności między kompetencjami zawodowymi pracownika i stawianymi mu wymaganiami. Zaobserwowano też m.in. wyraźny wpływ cech indywidualnych, np. silną korelację między satysfakcją pracownika a neurotycznością, sumiennością i ekstrawersją.
Część programów badawczych ma na celu budowanie skutecznych systemów motywacyjnych. Poszukuje się odpowiedzi na pytanie, które z licznych zmiennych w największym stopniu przyczyniają się do wzrostu satysfakcji pracownika poprzez zwiększenie możliwości realizacji podstawowych potrzeb:
- bezpieczeństwa (czynniki: np. stabilność zatrudnienia, wysokość wynagrodzenia, jasność uzyskiwanych informacji, BHP)
- afiliacji (czynniki: np. relacje ze współpracownikami i przełożonymi, sprawiedliwość przełożonego)
- władzy i uznania (czynniki: np. możliwość awansu, dostępność informacji, wyposażenie stanowiska pracy)
- rozwoju (czynniki: np. stopień samodzielności, elastyczność czasu pracy)

Wyniki badań wykonanych w roku 2011 w województwie wielkopolskim analizowano z uwzględnieniem stanowisk zajmowanych przez osoby, które proszono o opinie. W czterech wyodrębnionych grupach zaobserwowano, zgodnie z oczekiwaniem, inną hierarchię  czynników wskazywanych jako najbardziej istotne z punktu widzenia osiąganej satysfakcji z pracy. Jako najważniejsze trzy wskazano:
- pracownicy wykonawczy – wysokość wynagrodzenia, stabilność zatrudnienia, sprawiedliwość przełożonego
- pracownicy samodzielni//specjaliści – wysokość wynagrodzenia, stabilność zatrudnienia, możliwość rozwoju
- kierownicy niższego szczebla – wysokość wynagrodzenia, możliwość rozwoju, relacje z przełożonymi
- dyrektorzy/właściciele firm – stabilność zatrudnienia, możliwość rozwoju, możliwość awansu

Wyniki pracy analizowano również z punktu widzenia znaczenia demograficznych takich zmiennych, jak wiek, płeć, wykształcenie, stan rodzinny, czas dojazdu do pracy, wielkość firmy i branża działalności itp. Podjęto również próbę określenia różnic między czynnikami satysfakcji z pracy, najczęściej wskazywanymi jako najważniejsze i najmniej ważne, a wartościami, które badani wskazywali jako dominujące (rodzina, religia, praca, zainteresowania). Badania są kontynuowane.

### Starzenie się i starość

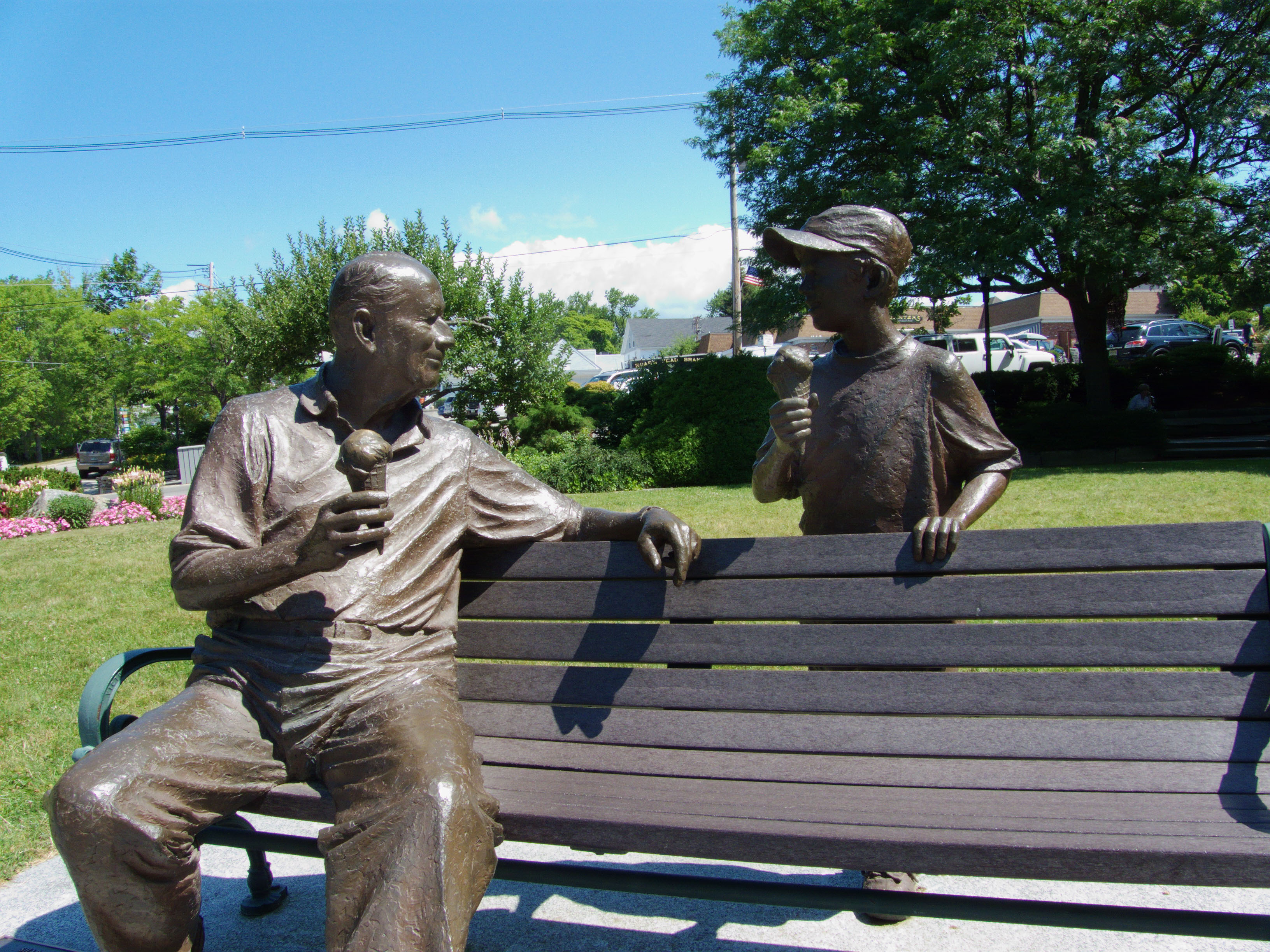
Rzeźba Dziadek z wnukiem (Cade Park w Wolfeboro, New Hampshire)

Wzrost jakości opieki zdrowotnej i rosnąca popularność zdrowego stylu życia powodują wydłużanie się ludzkiego życia i starzenie się społeczeństw (zmiany struktury płci i wieku). Rośnie liczba osób w wieku poprodukcyjnym, zaliczanych do grup „trzeciego i czwartego wieku”. Zapewnienie możliwości osiągnięcia dobrostanu członków tych grup i wykorzystania ich woli samorealizacji jest przedmiotem troski rodzin i różnych grup wsparcia oraz rządów i organizacji międzynarodowych (np. ONZ-owski Madrycki plan działania w kwestii starzenia się z roku 2012, realizowany w Polsce przez Ministerstwo Pracy i Polityki Społecznej).
Janusowe oblicze starości – pozytywne i negatywne – dostrzegali już starożytni filozofowie. Jest też widoczne we współczesnym spostrzeganiu osób starszych i w postawach wobec nich (np. wzorce pozytywne: typ wzorowego dziadka,  mędrca, patriarchy  lub negatywne: typ człowieka słabego, osamotnionego, niezaangażowanego społecznie, „złośliwca” i „skąpca”). W XIX i XX wieku wykonano liczne psychologiczne badania osobowości ludzi starzejących się. Zaproponowano podział procesów starzenia się na trzy grupy: starzenie się normalne (fizjologiczne), patologiczne i pomyślne/optymalne. Pojęcie „starzenia pomyślne” spopularyzował Robert J. Havighurst  (1961), który w artykule opublikowanym w pierwszym wydaniu The Gerontologist napisał, że o pomyślnym przebiegu tego procesu decydują dwa warunki, określone metaforycznie: „dodanie lat do życia” i „dodanie życia do lat” (ludzie starzejący się pomyślnie żyją dłużej i odczuwają satysfakcję życiową w wieku podeszłym). Psycholodzy, zajmujący się zagadnieniami pomyślnego starzenia się:

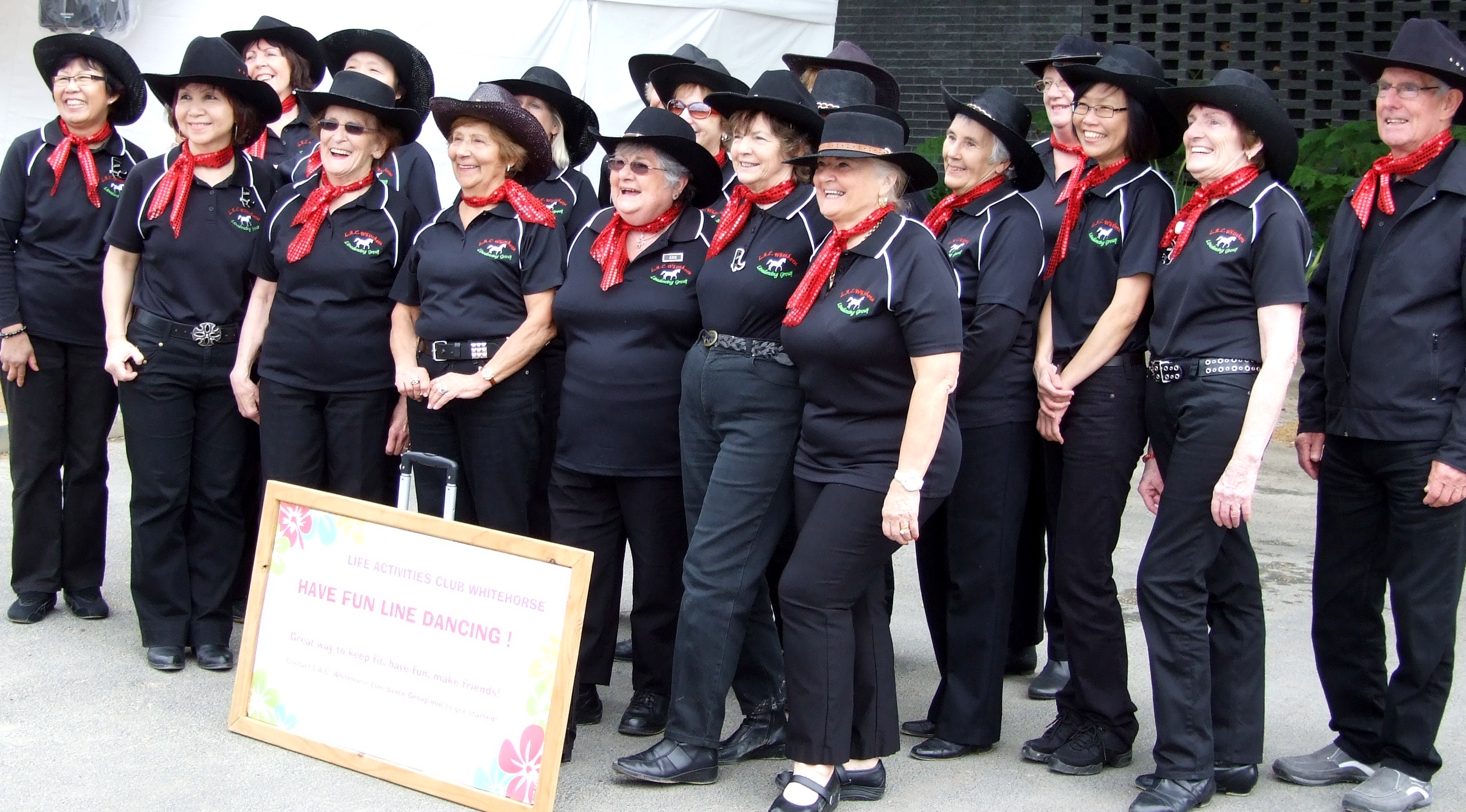
Członkinie Life Activities Club „Whitehorse” w Melbourne

- radzą seniorom najbardziej korzystne dla nich konkretne style życia, w tym np.:

- styl „bujanego fotela” ('„teoria wyłączania”)' – rozluźnienie więzi między seniorem a społeczeństwem (niekorzystne dla tych spośród nich, którzy potrzebują rekompensaty za utratę wcześniejszych ról społecznych, którym satysfakcję sprawia poszukiwanie i wybór kolejnych celów)
- styl „być zajętym” („teoria aktywności”) – nieustające działanie, w starych i nowych dziedzinach (nie może oznaczać zmuszania seniorów do działań niezgodnych z ich preferencjami)
- styl spójny z dotychczasowym (przeniesiony z wcześniejszych lat życia) – koncepcja utrzymania ciągłości wewnętrznej i zewnętrznej, kontynuacja preferencji, zwyczajów, relacji społecznych, schematów myślenia (koncepcja zgodna z przekonaniem, że starość jest kolejnym okresem nieustannego rozwoju osobowości człowieka; zdominowała dwie wymienione powyżej propozycje stylu życia)

- poszukują fizjologicznych, biomedycznych, społecznych i psychologicznych korelatów pomyślnego starzenia się (empiryczne poszukiwania  wielowymiarowego opisu pomyślnego starzenia się człowieka)
- poszukują uniwersalnych mechanizmów adaptacyjnych, prowadzących (lub potencjalnie mogących  prowadzić) do pomyślnego przebiegu procesu starzenia się (próby wyjaśnienia na czym polega optymalizacja przebiegu tego procesu).

Program aktywności seniorów, umożliwiający osiągnięcie dobrostanu, powinien obejmować pięć czynników, zgodnych z epigenetyczną koncepcją rozwoju ego Erika Eriksona (akronim: PIWKO): 
- personalizacja – refleksyjne doświadczanie, konstruowanie i rekonstruowanie własnej tożsamości
- integralność – efektywność i etyczność działań oraz wewnętrzna satysfakcja
- wyzwania – umożliwiające rozwój
- kooperacja – okazja do weryfikacji własnych kompetencji, sprzyjająca nawiązywaniu bliższych przyjacielskich relacji, stwarzająca możliwość nawiązania więzi i uzyskania wsparcia również w innych problemach życiowych (jest neutralizowane działanie hormonu stresu – kortyzolu)
- osobiste cele – wybierane zgodnie z zasadą „racjonalnego egoizmu”, ponieważ tylko działalność przyjemna i satysfakcjonująca (przypominająca dziecięcą żywiołowość) pozwala im doświadczać pozytywnych stanów, które są[101]

antidotum na skutki depresyjnego działania „piekielnej mieszanki”: obniżonego poziomu serotoniny i podwyższonego poziomu cholesterolu

Programy indywidualne powinny być zróżnicowane – dostosowane do odmiennych stylów starzenia, powiązanych z typami osobowości (decyduje o nich nie wiek, lecz wcześniejsze życiowe doświadczania). W wyniku badań, wykonanych w latach 60. XX w. w Stanach Zjednoczonych, wyróżniono typy:
- dojrzały o postawie konstruktywnej – optymistyczny, ambitny, odpowiedzialny, dobrze przystosowany do wyzwań starości
- „bujanego fotela” o postawie zależności – ogólnie optymistyczny ale oczekujący pomocy i uwolnienia od obowiązków
- opancerzony o postawie obronnej – pesymistyczny w stosunku do starości, odrzucający pomoc innych, neurotyczny (walczący z negatywnymi emocjami), nadmiernie aktywny i obowiązkowy
- gniewny o postawie wrogości – podejrzliwy i agresywny wobec otoczenia, niechętny wobec młodych, cechujący się brakiem realizmu w poglądach na świat i w działaniu, nie akceptujący starości i nadchodzącej śmierci
- nienawidzący siebie o postawie wrogości (wobec siebie) – bez inicjatywy, o ograniczonych kontaktach z innymi i zainteresowaniach, pesymistyczny i depresyjny, nadmiernie skoncentrowany na zdrowiu

Przedmiotem badań wykonanych w Polsce były m.in. zmiany subiektywnego dobrostanu kobiet, studiujących na Uniwersytecie Trzeciego Wieku. Stwierdzono m.in. że ponad 73% stanowiły panie o dojrzałym stylu starzenia się. W porównaniu do grupy kobiet, które nie podjęły studiów, osiągnęły one wyższy ogólny poziom dobrostanu osobowościowego i emocjonalnego, ale ogólny poziom dobrostanu społecznego był jednakowy w obu badanych grupach. Wyrażono przypuszczenie, że części pozytywnych efektów podjęcia studiów kobiety nie osiągnęły z powodu „konfliktu ról” (świadomości, że realizując własne cele zaniedbują role rodzinne – żony, matki czy babci).
Coraz częściej przyczyną spadku dobrostanu seniorów są zmiany modelu ponowoczesnej rodziny (wspomniane w sekcji dotyczącej dobrostanu dzieci). Wchodzący w podeszły wiek rodzice licznych dzieci – coraz mniej sprawni i cierpiący na choroby charakterystyczne dla tego wieku – mogli wcześniej być otaczani ich wspólną opieką. Na taką pomoc często nie mogą liczyć rodzice jedynaków. Ich dzieci nie zawsze są w stanie podołać temu zadaniu, nie tylko ze względów finansowych i z powodu braku czasu. Przyczyną mogą być też niewystarczające umiejętności. Według andragogów trzeba przewidywać konieczność organizowania doradztwa i szkoleń, dotyczących relacji dorosłych dzieci z sędziwymi rodzicami (pomocy podobnej do tej, która jest udzielana rodzicom w zakresie wychowania dzieci) lub wydawania poradników (np. Guide médical en soins de longue durée). W coraz liczniejszych przypadkach tradycyjne funkcje rodziny przejmują prywatne lub państwowe placówki opiekuńcze (w Polsce Domy Opieki, Domów Pomocy Społecznej, Zakłady Opiekuńczo-Lecznicze, Sanatoria), które zatrudniają wysoko wykwalifikowanych specjalistów, troszczących się o stan zdrowia fizycznego (stała opieka lekarska, efektywna rehabilitacja medyczna i psychiatryczna, długoterminowa pielęgnacja) i zaspokojenie potrzeb psychicznych.
O roli wsparcia rodziny dla dobrostanu seniorów świadczą m.in. wyniki badań jakości życia chorych po intensywnej terapii w stanach zagrożenia życia. Badania dobrostanu wykonywano po 12 miesiącach od leczenia. Tylko 25% chorych wyrażało zadowolenie ze stanu swojego fizycznego zdrowia, podczas gdy 55% z nich – z ogólnej jakości życia. Najwyższa samoocena dotyczyła funkcjonowania społecznego, co autorka pracy wyjaśnia

Mimo stwierdzanego u badanych pacjentów braku nadziei na poprawę i występowania lęku i depresji u części z nich, wsparcie ze strony najbliższych może tłumaczyć dość dobrą ocenę globalnej jakości życia.

## Ekonomia szczęścia i psychologia bogactwa
Ekonomia szczęścia i psychologia bogactwa jest tytułem opublikowanego w roku 2012 artykułu Janusza Czapińskiego, opracowanego na podstawie wyników programu Diagnoza społeczna, który prowadził, oraz podobnych badań, prowadzonych w innych krajach. Autor przypomina, że „bogactwo” było zawsze obiektem badań ekonomistów, a „szczęście” – początkowo tylko filozofów, a od lat 60. XX w. również przedstawicieli nauk empirycznych – psychologów i socjologów, którzy podjęli próby określenia składników dobrostanu psychicznego (zależnego m.in. od „bogactwa”). Wkrótce potem szczęście znalazło się również w zasięgu zainteresowań ekonomistów, którzy zaczęli traktować wskaźniki subiektywnego dobrostanu jako miary „użyteczności pieniędzy” (od roku 1974 szczególnie dużo uwagi poświęcano zjawisku, nazywanemu paradoksem Easterlin (zainteresowanie wywołał artykuł „Czy wzrost ekonomiczny zwiększa pomyślność ludzi?”, ang. Does Economic Growth Improve the Human Lot? Some Empirical Evidence, opublikowany w roku 1974. W okresie 40 lat po opublikowaniu tego pytania ukazały się setki publikacji, w których nie przedstawiono jednoznacznych, empirycznie potwierdzonej odpowiedzi na zadane pytanie (pojawiły się nowe pytania i ostre kontrowersje) (zob. też ekonomia dobrobytu, teoria oczekiwanej użyteczności).
Dalsze interdyscyplinarne badania zależności między bogactwem i szczęściem są intensywnie prowadzone od początku XXI wieku. Dotyczą bardzo różnorodnych problemów badawczych, takich jak np. związki dobrostanu ze wskaźnikami jakości życia, wskaźnikami wzrostu PKB lub poziomu PKB na 1 mieszkańca). Wydaje się potwierdzony wniosek

… pieniądze dają szczęście, ale tylko ubogim, bo pozwalają im zaspokoić podstawowe potrzeby życiowe. Po zaspokojeniu podstawowych potrzeb dalszy wzrost zamożności przestaje wpływać na dobrostan psychiczny

Na podstawie danych, zgromadzonych w czasie realizacji programu Diagnoza społeczna Czapiński stwierdził, że Polacy, proszeni o uszeregowaie 18 predyktorów dobrostanu psychicznego, lokują dochód osobisty dopiero na czwartym miejscu. Na pierwszych trzech miejscach znalazły się: wiek (-), małżeństwo (+) i nadużywanie alkoholu (-) (znaki  + i - wskazują kierunek zależności), a na miejscach 5–11: liczba przyjaciół (+), bycie bezrobotnym (-), płeć (niższy poziom dobrostanu kobiet), wykształcenie (+), praktyki religijne (+), palenie papierosów (-), bycie rencistą (-).
Część osób wskazywała pieniądze jako jeden z trzech głównych warunków szczęśliwego życia w przekroju. Procentowy udział takich wskazań w 6 grupach o różnych dochodach był zróżnicowany (np. rok 2011: w grupie o najwyższych dochodach 22%, w grupie o najniższych dochodach 39%).
Różnorodność tematów prac badawczych, dotyczących związków między dobrobytem i dobrostanem, ilustruje przykład wybranych tytułów referatów, przedstawianych na III Konferencji Naukowej „Psychologia – konsumpcja – jakość życia:
„Pomiędzy dobrobytem a dobrostanem” (Gdańsk 2012)
- Between Wealth and Well‐Being: Reflections on a Transforming World
- The Relevance of Spiritual Transcendence in a Consumer Economy: The Dollar and Sense of It
- Miejsce dojrzałego  człowieka w kulturze konsumpcyjnej. Konstruowanie aktywności życiowej i poczucie jakości życia 50‐latków w kontekście zmian na rynku pracy
- Motywy oraz ekonomiczno – społeczne uwarunkowania konsumpcji towarów i usług kulturalnych
- Czy  płacenie podatków sprawia, że jesteśmy bardziej zadowoleni z życia i szczęśliwi? Moralność obywatelska, moralność podatkowa i dobrostan
- Preferowane cechy pracy zawodowej a aspiracje życiowe i zadowolenie z życia nastolatków
- Korelaty i uwarunkowania poziomu satysfakcji z pracy – prezentacja wyników badania
- Samonaprawa jako determinanta szczęścia – analiza na przykładzie wybranych miar dobrostanu

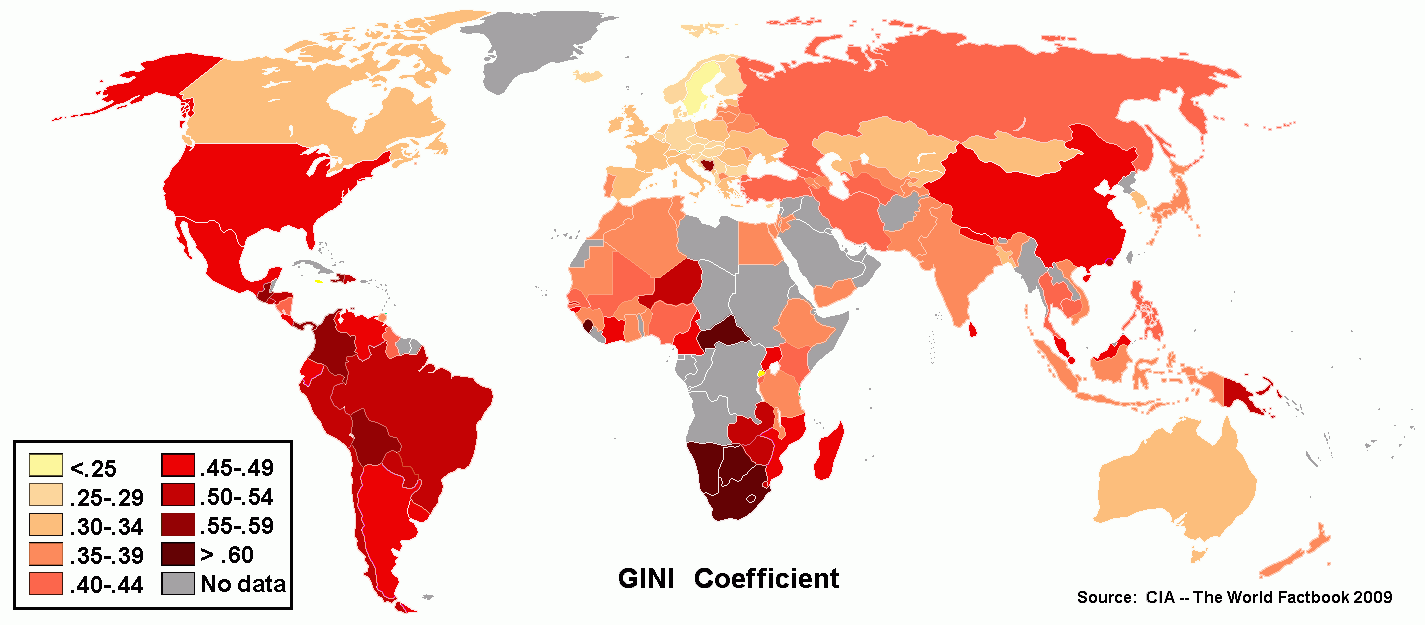
Współczynnik Giniego w latach 1989–2009 (zob. nierówności społeczne, lista państw według wskaźników nierównomierności w dystrybucji dochodów)